# Зигмунт Розвадовський
Зиґмунт (Йордан) Розвадо́вський (пол. Zygmunt Rozwadowski; 25 січня 1870, Львів — 23 липня 1950, Закопане, Польща) — польський живописець, сценограф.

## Життєпис
Народився 25 січня 1870 року в польській родині у місті Львові (тепер Україна). У 1883—1889 роках опановував художню освіту у Краківській школі образотворчих мистецтв. Серед його вчителів був Ян Матейко. Художню майстерність удосконалював у місті Мюнхені у 1891—1893 роках в приватній школі Антона Ажбе.
Після закінчення навчання жив у Кракові, пізніше повернувся до Львова, де працював художником і викладачем у Цісарсько-королівській (державній) промисловій школі. Працював театральним декоратором. Мешкав у власній віллі на вулиці Набєляка, 27 (нині — вулиця Котляревського).
Під час першої світової війни мобілізований до лав австрійського війська. Після відновлення незалежности Польщі брав участь у військових діях на її боці, зокрема, воював проти УГА. 
Після другої світової війни оселився в місті Закопане, де провів останні роки свого життя та помер 23 липня 1950 року. Похований на новому цвинтарі в Закопаному.

## Творчість
Автор батальних сцен часів наполеонівських воєн, малював портрети й пейзажі. Серед робіт:
- «Автопортрет» (1904, Львівська картинна галерея);
- «Мисливець на коні французької імператорської гвардії» (1905);

- «Четвірка» (1905);

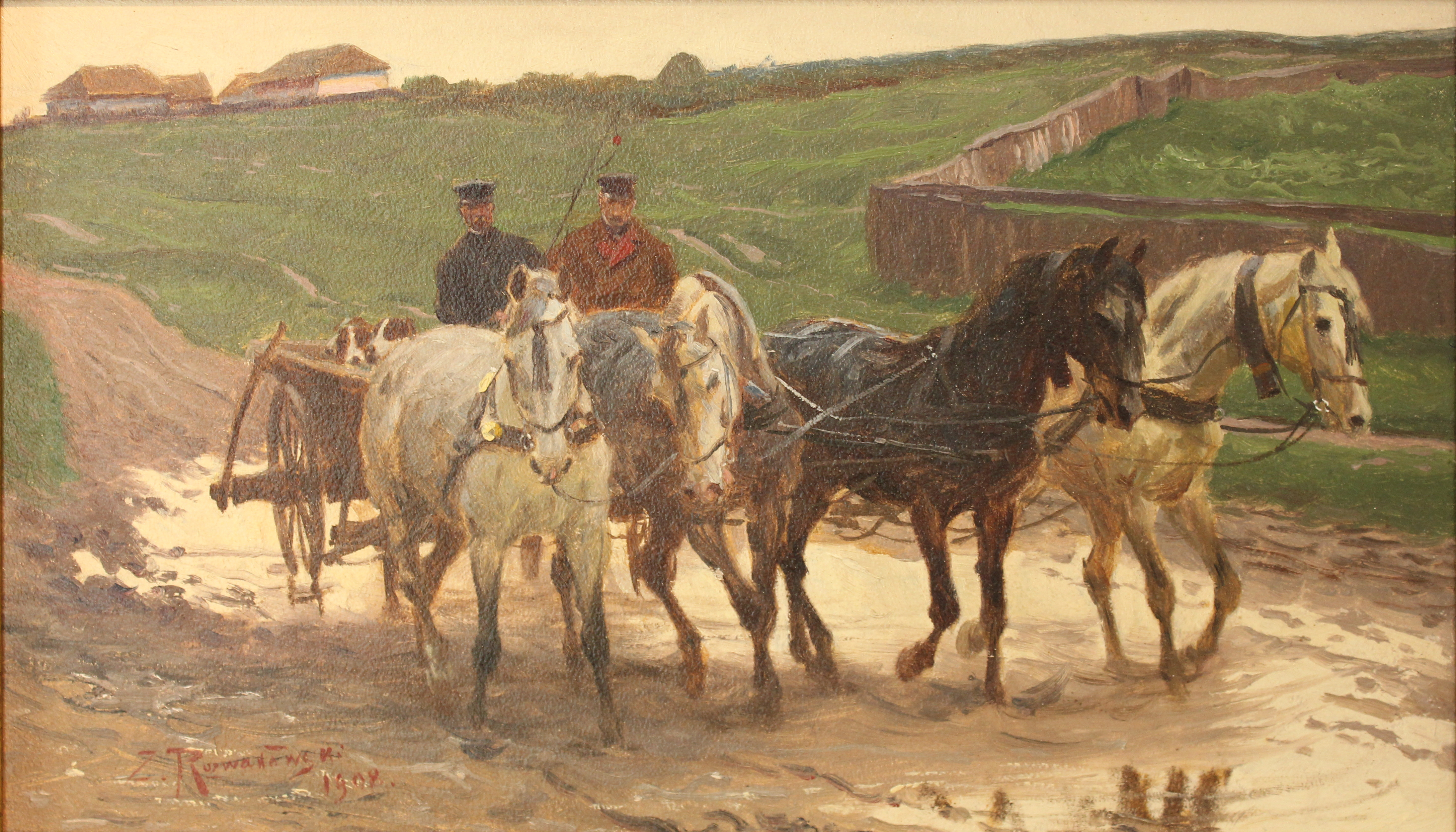
«Четвірка»

- «Епізод битви під Ольшинкою» (Львівська картинна галерея);
- «Сутичка кавалеристів» (Львівська картинна галерея);
- «Битва під Грюнвальдом» (Львівський історичний музей);
- плакат «Вистава домашнього промислу в Коломиї» (1912);
- плакат «Jubileuszowy Zlot Sokolstwa Polskiego we Lwowie» (1922);
- «Панорама міста Львова у XVIII столітті» (1929, полотно, олія; у співавторстві з Станіславом Яновським[pl], Львівський історичний музей; написана для Загальної крайової виставки у Познані[6]).

Брав участь у виставках у Кракові та Львові.